# Exoprosopa dorcadion
Exoprosopa dorcadion är en tvåvingeart som beskrevs av Osten Sacken 1877. Exoprosopa dorcadion ingår i släktet Exoprosopa och familjen svävflugor. Inga underarter finns listade i Catalogue of Life.